# Chloe Sofia Boleti
Chloe Sofia Boleti (en grec : Κλόη-Σοφία Μπολέτη) (née le 13 avril 1993 à Corinthe) est une chanteuse grecque. Elle a participé au Concours Eurovision de la chanson junior 2006.
En 2003, la jeune chanteuse chante au concours national avec la chanson Mazi me sena (Μαζι με σενα) et termine second derrière Nicolas Ganopoulos. En 2004, elle participe au même concours avec la chanson Vima-Vima (Βημα-Βημα ; Étape par étape) mais elle doit s'incliner une nouvelle fois terminant second derrière le Secret Band.
Elle revient deux ans plus tard au concours national et le remporte avec Den peirazei (Δεν πειραζει). Elle participe donc au Concours Eurovision de la chanson junior 2006, passant en onzième. Néanmoins, elle termine à la treizième place sur quinze avec un total de trente-cinq points.